# Марта Бјелица
Марта Бјелица (Крушевац, 20. јун 1991) српска је позоришна, телевизијска и филмска глумица.
Глуму је дипломирала на Факултету драмских уметности Универзитета уметности у Београду, у класи професора Драгана Петровића Пелета. Са њом су студирали Тамара Алексић, Владимир Вучковић, Анђела Јовановић, Марко Грабеж, Михаило Јовановић, Ђорђе Стојковић, Јована Пантић, Јована Стојиљковић, Страхиња Блажић, Нина Нешковић и Вучић Перовић.

## Улоге

### Позоришне представе
| Представа                      | Улога         | Текст                | Драматургија /адаптација/           | Режија           | Позориште                       | Премијера          |
| ------------------------------ | ------------- | -------------------- | ----------------------------------- | ---------------- | ------------------------------- | ------------------ |
| Уображени болесник             | Анжелика      | Молијер              | Јагош Марковић                      | Јагош Марковић   | Југословенско драмско позориште | 24. април 2015.    |
| Пијани                         | Марта         | Иван Вирипаев        | Борис Лијешевић                     | Борис Лијешевић  | Атеље 212                       | 4. фебруар 2016.   |
| Случајна смрт једног анархисте | Новинарка     | Дарио Фо             | Сара Радојковић                     | Маја Малетковић  | Југословенско драмско позориште | 22. април 2016.    |
| Петријин венац                 | Петрија млада | Драгослав Михаиловић | Мила Машовић Николић Јелена Мијовић | Бобан Скерлић    | Атеље 212                       | 24. новембар 2018. |
| Гетсимански врт                | Моник Тусан   | Дејвид Хер           | Димитрије Коканов                   | Љиљана Тодоровић | Атеље 212                       | 24. мај 2019.      |
| Селестина                      | Мелибеја      | Фернандо од Рохаса   | Маја Тодоровић                      | Милан Нешковић   | Југословенско драмско позориште | 18. јул 2019.      |

### Филмографија
| Год.       | Назив                                         | Улога           |
| ---------- | --------------------------------------------- | --------------- |
| 2010-е     |                                               |                 |
| 2015.      | Las cuatro esquinas del círculo (кратки филм) |                 |
| 2015.      | Отаџбина                                      | Милица          |
| 2015.      | Night Line (кратки филм)                      | Марта           |
| 2015—2016. | Чизмаши (серија)                              | Учитељица Мара  |
| 2016—2017. | Сумњива лица (серија)                         | Оља             |
| 2017.      | Изгредници                                    | Теодора         |
| 2018.      | Павиљони (ТВ филм)                            |                 |
| 2019.      | Жмурке (серија)                               | Адамова мајка   |
| 2019—2020. | Државни службеник                             | Крле            |
| 2019.      | Мамонга                                       | Јована          |
| 2020-е     |                                               |                 |
| 2020.      | Мочвара (серија)                              | Маја Крсмановић |
| 2020.      | Жив човек                                     | Јована          |
| 2024.      | Воља синовљева                                | Марија          |

## Награде и признања
- Награда за најбољу младу глумицу на 61. Стеријином позорју у Новом Саду 2016. године[12]
- Награда за најбољу дебитантску улогу на 51. Фестивалу глумачких остварења „Филмски сусрети” у Нишу 2016. године[13]

Филм Изгредници
- Специјално признање стручног жирија на 47. Софесту у Сопоту 2018.[14]
- Награда Царица Теодора на 53. „Филмским сусретима” 2018.[15]
- Награда жирија критике за најбољу женску улогу на 53. „Филмским сусретима”[16]
- Награда за најбољу глумицу на првом Валтер фесту у Младеновцу 2018.[17]
- Награда за најбољу женску улогу, 8. по реду Balkan New Film Festival, одржан у Стокхолму 2019. године[18]

## Додатни извори
- Чикарић, Снежана (25. 5. 2019). „Не могу да се одвојим ни од чега шта радим”. Политика. Приступљено 1. 11. 2019.
- Јунгић Милошевић, М. (7. 4. 2019). „Марта Бјелица: Имала сам трему због Лаушевића”. Вечерње новости. Приступљено 1. 11. 2019.
- Planinac, Maja (4. 3. 2018). „Marta Bjelica: Mi smo generacija koja nije dovoljno hrabra”. noizz.rs. Приступљено 1. 11. 2019.
- „Marta Bjelica o seriji ‘Državni službenik’: Serija parira svetskim produkcijama! Misetrija i intriga su dominantni tokom cele sezone i sve ostavljaju bez daha!”. РТВ Пинк. 2019. Архивирано из оригинала 31. 3. 2019. г. Приступљено 1. 11. 2019.
- Radanov, Ljubomir (28. 8. 2017). „Sergej me mazi i pazi: Marta Bjelica o odnosu sa slavnim glumcem!”. Курир. Приступљено 1. 11. 2019.
- Radenović, Zorica (4. 7. 2017). „Marta Bjelica, glumica –Naučila sam da manje osuđujem i imam više ljubavi prema ljudima”. krugmladih.com. Архивирано из оригинала 01. 11. 2019. г. Приступљено 1. 11. 2019.
- Velisavljević, Ivan (22. 2. 2018). „Od svemira do nedraga”. Време. Приступљено 30. 5. 2021.
- Janković, Zoran (7. 7. 2018). „Poznati pobednici SOFEST-a 2018.”. Филмски центар Србије. Приступљено 30. 5. 2021.
- „Prvi red: "Crno ogledalo" vs "Ljudi u crnom"”. mondo.me. 16. 6. 2019. Приступљено 1. 11. 2019.
- „Slučajna smrt jednog anarhiste”. repertoar.rs. 22. 6. 2019. Приступљено 30. 5. 2021.
- „Премијера серије „Жмурке“”. Радио-телевизија Србије. 31. 3. 2019. Приступљено 1. 11. 2019.
- Janković, Zoran (28. 10. 2019). „Završen drugi Valter Fest u Mladenovcu, ovo su nagrađeni….”. Филмски центар Србије. Приступљено 30. 5. 2021.
- Kovačević, Miona (6. 3. 2020). „Srpski film u 2020: Stižu debitanti, povratak Dragojevića”. Нова С. Приступљено 30. 5. 2021.
- Krtinić, Marija (29. 9. 2020). „Marta Bjelica: Dosadilo mi je da nam je uvek neko drugi kriv”. Данас. Приступљено 30. 5. 2021.
- Бањанин, Јелена (11. 10. 2020). „Ћутање је нешто најдивније на филму: Марта Бјелица о улогама у серијама "Мочвара" и "Државни службеник", филму "Отаџбина"”. Вечерње новости. Приступљено 30. 5. 2021.
- Strugar, Stefan (1. 11. 2020). „Otadžbina, nepopularno širok pojam”. Вијести. Приступљено 30. 5. 2021.
- „Na filmskom festivalu u Sofiji „Živ čovek“ i „Oaza“”. Tanjug. Gledaj.rs. 17. 3. 2021. Архивирано из оригинала 02. 06. 2021. г. Приступљено 30. 5. 2021.
- Bogunović, Tamara (11. 5. 2021). „Marta Bjelica: Šta vas čini srećnom?”. lepotaizdravlje.rs. Приступљено 30. 5. 2021.